# Sročnost
Sročnost ili kongruencija slaganje je riječi u rečenici prema gramatičkim kategorijama, kao što su npr. rod, broj i padež.
Princip je da se jednoj ili skupu riječi prilagode neke ostale riječi, koje to mogu i trebaju. Jednostavan primjer je u hrvatskom, gdje se pridjev koji se koristi za tvorbu prošlog vremena slaže sa subjektom:
Ivan je zaspao.
Iva je zaspala.
Riječ zaspao/zaspala mijenja oblik ovisno o tome koja riječ je subjekt; međutim riječ je nema mogućnosti takve promjene, i ostaje ista.
Naprimjer, u engleskom nema takvog slaganja (rečenice istog značenja):
Ivan fell asleep.
Iva fell asleep.
Sročnost je bitna karakteristika i prilično se razlikuje u raznim jezicima.

## Vrste sročnosti
- gramatička sročnost
- logička sročnost (sročnost po smislu)

Primjer: 
Ivica i Marica zajaukaše.
Prevlada mir, sreća i blagostanje.
U prvoj rečenici su dva subjekta, a glagol (predikat) je u množini, tu imamo slaganje predikata sa subjektom po smislu (dva subjekta - množina - predikat u množini), no predikat se ne slaže sa svakim subjektom posebno.

## Sročnost po broju subjekta i glagola u hrvatskom

### Jednostavna sročnost
U većini rečenica sročnost je jednostavna, jer nema više subjekata, pa nema ni više mogućnosti.
- Kiša pada. (kiša je imenica ženskog roda u jednini)
- Kiše padaju. (kiše - imenica ženskog roda u množini)
- Sunčev sustav ima devet planeta.

### Složena sročnost
Nešto je teža situacija kad riječi koje se slažu nisu istoga roda ili broja, kad ima više subjekata ili kad se razlikuje subjekt od imenskog dijela predikata.
- Ivan i Marija su osvojili prvo mjesto na natjecanju.

ili
- Ivan i Marija su osvojili prva mjesta na natjecanju.